# Antun Bonifačić
Antun Bonifačić (Punat, otok Krk, Hrvatska, 8. listopada 1901. – Chicago, SAD, 24. travnja 1986.) bio je hrvatski političar i emigrantski novinar.
Rodio se na otoku Krku u mjestu Puntu. Osnovno i srednje školovanje stekao je u Pazinu i na Sušaku. Studirao je slavistiku, romanistiku, hrvatski i francuski jezik i književnost u Zagrebu.

Za vrijeme drugog svjetskog rata, radi na nižem dužnosničkom mjestu - bio je nadstojnikom Odjela za kulturne veze Ministarstva vanjskih poslova NDH. Svojevremeno je bio i članom Europskog pjesničkog udruženja (EPU, Europäische Schriftstellervereinigung) koje je utemeljeno 1941. godine. Po završetku rata napušta Hrvatsku i odlazi u Brazil. Godine 1951. s Vinkom Nikolićem u Buenos Airesu pokreće časopis Hrvatska revija. U njoj je pisao o hrvatskim emigrantskim listovima kao što je Hrvatski radnik.
Nakon nekoliko desetljeća angažirao se je i politički. Nakon smrti Stjepana Hefera 31. srpnja 1973., Bonifačić biva izabran za predsjednika Hrvatskog oslobodilačkog pokreta, na čijem je čelu ostao do 1981.
Zadnje dane svog života proveo je u SAD-u, gdje je umro 24. travnja 1986., u Chicagu.

## Djela
Svojim pjesničkim djelima ušao je u antologiju hrvatskog pjesništva druge polovice XX. stoljeća priređivača Stijepa Mijovića Kočana "Skupljena baština".
- Roman "Krv majke zemlje", Zagreb 1935. Redovito izdanje "Matice hrvatske"